# Ichneumon triangulum
Ichneumon triangulum är en stekelart som beskrevs av Gmelin 1790. Ichneumon triangulum ingår i släktet Ichneumon och familjen brokparasitsteklar. Inga underarter finns listade i Catalogue of Life.